# Piccadilly Arcade
A Piccadilly Arcade fica entre a Piccadilly e a Jermyn Street, no centro de Londres. Foi inaugurado em 1909, tendo sido projetado por Thrale Jell, e é um edifício listado como Grau II.
A galeria é composta por vinte e oito lojas no térreo. O primeiro andar era originalmente de escritórios, mas foi convertido no Felix Hotel em 1915. Os edifícios foram bombardeados em 1941 durante a Segunda Guerra Mundial e não foram totalmente restaurados até 1957.
Entre as lojas no fliperama estão o titular do Mandado Real Benson & Clegg, que se mudou para cá em 1976 de sua localização anterior na Jermyn Street.
Uma estátua de bronze de Beau Brummell fica na extremidade da galeria da Jermyn Street, projetada por Irena Sidiecka.